# Oncidium fasciferum
Oncidium fasciferum là một loài thực vật có hoa trong họ Lan. Loài này được Rchb.f. & Warsz. mô tả khoa học đầu tiên năm 1854.